# Lotyšsko na Letních olympijských hrách 1992
Lotyšsko se účastnilo Letní olympiády 1992 ve španělské Barceloně. Zastupovalo ji 34 sportovců (25 mužů a 9 žen) ve 13 sportech.

## Medailisté
| Medaile | Jméno             | Sport             | Soutěž                            |
| ------- | ----------------- | ----------------- | --------------------------------- |
| Stříbro | Ivans Klementjevs | Kanoistika        | muži C1 1000 metrů                |
| Stříbro | Afanasijs Kuzmins | Sportovní střelba | muži 25 metrů rychlopalná pistole |
| Bronz   | Dainis Ozols      | Cyklistika        | muži silniční závod jednotlivců   |